# Kydon (Eponym)
Kydon (altgriechisch Κύδων Kýdōn), Sohn der Akakallis und Vater der Eulimene, ist eine Gestalt der griechischen Mythologie.
Kydon war Gründer der kretischen Stadt Kydonia. Was seinen Vater betrifft, weichen die Quellen voneinander ab; genannt werden Apollon, Tegeates und Hermes. Aus Münzbildnissen der Stadt Kydonia, die Kydon als von einer Hündin gesäugten Knaben zeigen, schließt man, dass in letzterer Legendenversion Akakallis den Knaben aus Furcht vor ihrem Vater Minos aussetzte, woraufhin Hermes eine Hündin sandte, die Kydon säugte und so am Leben erhielt. Auf anderen Münzen Kydonias erscheint Kydon mit einem Bogen bewaffnet und in Gesellschaft eines Hundes.